# 穆爾維爾 (密西西比州)
穆爾維爾（英語：Mooreville）是位於美國密西西比州李縣的普查規定居民點。

## 人口
根據2020年美國人口普查的數據，穆爾維爾的面積為7.24平方千米，皆為陸地。當地共有人口859人，而人口密度為每平方千米118.65人。